# Blunt Force Trauma
Blunt Force Trauma – drugi album studyjny groove metalowego zespołu Cavalera Conspiracy. Album został wydany 28 marca 2011 roku przez wytwórnię muzyczną Roadrunner Records. Wydawnictwo dotarło do 123. miejsca listy Billboard 200 w Stanach Zjednoczonych.

## Lista utworów
1. "Warlord" - 3:05
2. "Torture" - 1:51
3. "Lynch Mob" ft. Roger Miret - 2:31
4. "Killing Inside" - 3:28
5. "Thrasher" - 2:49
6. "I Speak Hate" - 3:10
7. "Target" - 2:36
8. "Genghis Khan" - 4:23
9. "Burn Waco" - 2:52
10. "Rasputin" - 3:22
11. "Blunt Force Trauma" - 3:58